# Sân vận động mùng 1 tháng 5 Rungrado

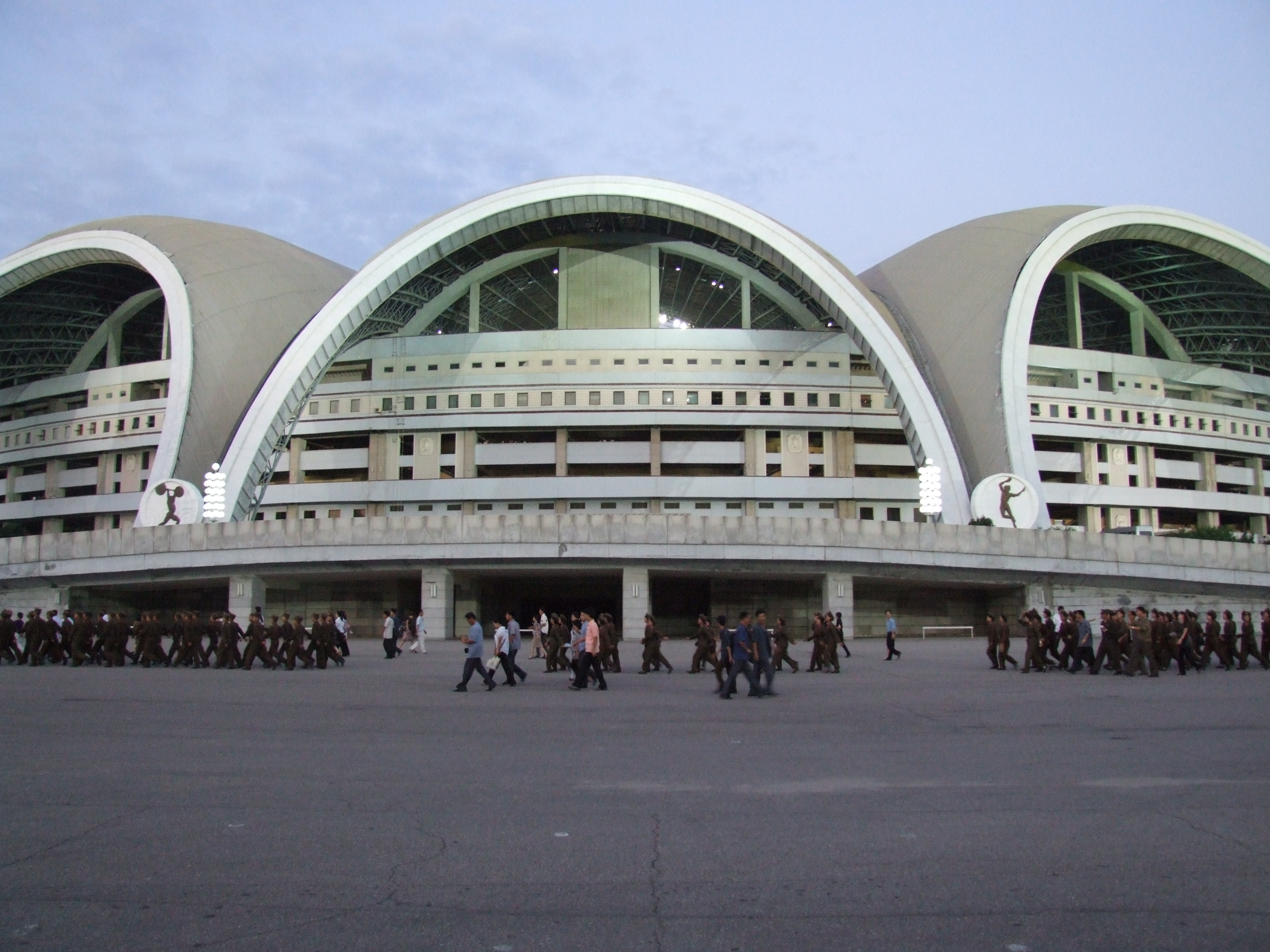
Bên ngoài sân vận động mùng 1 tháng 5 Rungrado

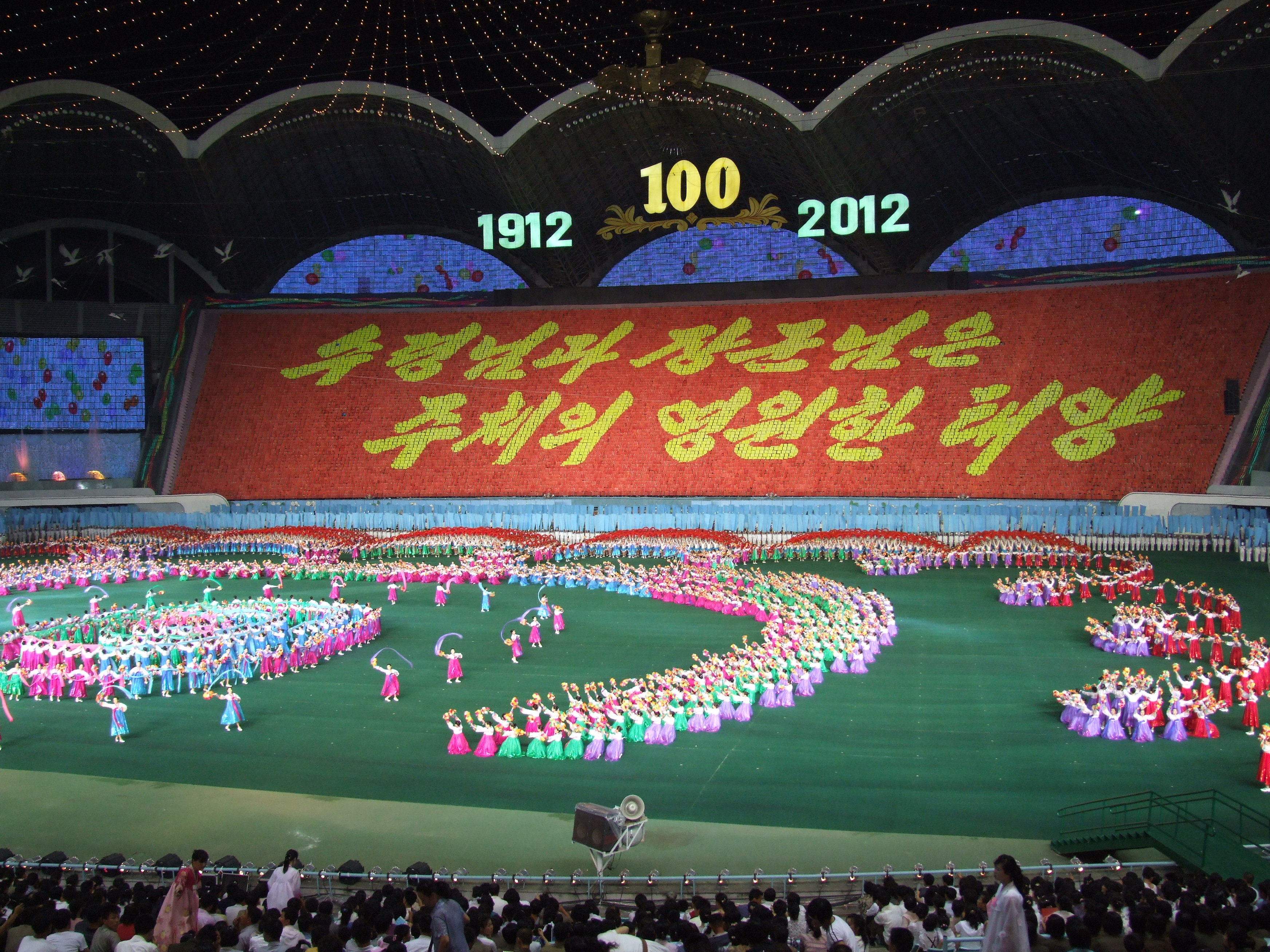
Lễ hội Arirang, nhân dịp kỉ niệm 100 năm ngày sinh của Kim Il-sung.

Sân vận động mùng 1 tháng 5 Rungrado (tiếng Hàn: 릉라도 5월1일 경기장/ 綾羅島 5月1日 競技場 (Lăng La Đảo ngũ nguyệt nhất nhật cạnh kỹ trường)/ Rŭng'ra-do o-wŏl il-il Kyŏnggijang), còn được gọi là Sân vận động 1 tháng 5, là một sân vận động đa năng tọa lạc tại đảo Rungra, Bình Nhưỡng, Cộng hòa Dân chủ Nhân dân Triều Tiên. Sân được khai trương vào ngày 1 tháng 5 năm 1989, với sự kiện lớn đầu tiên là Lễ hội Thanh niên và Sinh viên thế giới lần thứ 13. Đây là sân vận động lớn nhất thế giới tính theo sức chứa. Sân vận động có diện tích 20,7 ha (51 mẫu Anh).

## Sử dụng
Sân hiện đang được sử dụng cho các trận đấu bóng đá, một vài sự kiện điền kinh, nhưng thường xuyên nhất là cho các trò chơi đại chúng của Lễ hội Arirang. Sân cũng thường được cho là được sử dụng cho các vụ hành quyết.

## Thiết kế
Mái vòm vỏ sò của sân có 16 vòm được sắp xếp trong một vòng, và giống như một bông hoa mộc lan. Nó tổ chức các sự kiện trên một sân chính trải dài trên 22.500 m² (242.000 sq ft). Tổng diện tích sàn của nó là hơn 207.000 m² (2.230.000 sq ft) trên tám tầng, và các thùy trên đỉnh mái của nó ở cách mặt đất hơn 60 m (200 ft).

## Lịch sử
Sau khi Thế vận hội Mùa hè 1988 được trao cho Seoul, Bắc Triều Tiên lo sợ vị thế so với phía Hàn Quốc bị suy giảm nên đã nhân đôi nỗ lực để thể hiện mình là quốc gia hợp pháp của bán đảo Triều Tiên. Là một phần của những nỗ lực này, họ đã thành công trong việc giành quyền đang cai Lễ hội Thanh niên và Sinh viên thế giới lần thứ 13 tại Bình Nhưỡng vào năm 1989. Các dự án xây dựng lớn đã được khởi xướng để chuẩn bị cho lễ hội, một trong số đó là Sân vận động mùng 1 tháng 5 Rungrado. Vào thời điểm hoàn thành, nó là sân vận động lớn nhất từng được xây dựng ở châu Á.
Trong khi sân vận động được sử dụng cho các sự kiện thể thao, nó thường xuyên là nơi diễn ra các buổi biểu diễn lớn và các chương trình kỷ niệm nhà lãnh đạo Kim Nhật Thành và quốc gia CHDCND Triều Tiên. Vào tháng 6–7 năm 2002, đây là nơi diễn ra buổi biểu diễn nghệ thuật và thể dục khổng lồ Lễ hội Arirang. Lễ hội có sự tham gia của hơn 100.000 người tham gia, gấp đôi số lượng khán giả, và được mở cho người nước ngoài. Những buổi biểu diễn này hiện là một đặc trưng hàng năm ở Bình Nhưỡng, thường là vào tháng 8 và tháng 9. Sự kiện này đã được Sách Kỷ lục Guinness công nhận năm 2007 là màn trình diễn thể dục dụng cụ lớn nhất từ trước đến nay, với 100.090 người tham gia.
Collision in Korea, sự kiện trả tiền theo lượt đấu vật chuyên nghiệp lớn nhất từ trước đến nay, được tổ chức tại sân vận động Rungrado vào ngày 28-29 tháng 4 năm 1995. Số lượng khán giả lần lượt là 150.000 và 190.000 người, theo chính quyền địa phương.
Sau dự án cải tạo kéo dài hai năm, sân vận động đã mở cửa trở lại vào năm 2015. Vào tháng 7 năm 2017, sân vận động Rungrado đã tổ chức sáu trận đấu vòng bảng như một phần của vòng loại giải vô địch bóng đá U-23 châu Á 2018.
Trong Hội nghị thượng đỉnh Liên Triều tháng 9 năm 2018 tại Bình Nhưỡng, Tổng thống Moon Jae-in của Hàn Quốc đã có bài phát biểu với Chủ tịch Kim Jong-un trước 150.000 khán giả CHDCND Triều Tiên. Bài phát biểu có chủ đề thống nhất, hòa bình và hợp tác.
Vào tháng 7 năm 2019, Kim Jong-un đã tổ chức tổng bí thư Đảng Cộng sản Trung Quốc Tập Cận Bình cho một buổi biểu diễn đặc biệt của buổi biểu diễn nghệ thuật và thể dục thể thao lớn mang tên "Chủ nghĩa xã hội bất khả chiến bại" nhân dịp kỷ niệm 70 năm quan hệ Trung-Triều.

## Các sự kiện đáng chú ý
- Lễ khai mạc và bế mạc của Lễ hội Thanh niên và Sinh viên thế giới lần thứ 13 năm 1989
- Sự kiện đấu vật chuyên nghiệp Collision in Korea năm 1995
- Hội nghị thượng đỉnh Liên Triều năm 2018

### Sự kiện thường niên
- Lễ hội Arirang
- Marathon Bình Nhưỡng